# Ströbeck
Ströbeck là một đô thị ở huyện Harz, trong bang Sachsen-Anhalt, Đức. Đô thị Athenstedt có diện tích 13,46 km².
Bản mẫu:Đô thị của Harz